# Мост Монкальм

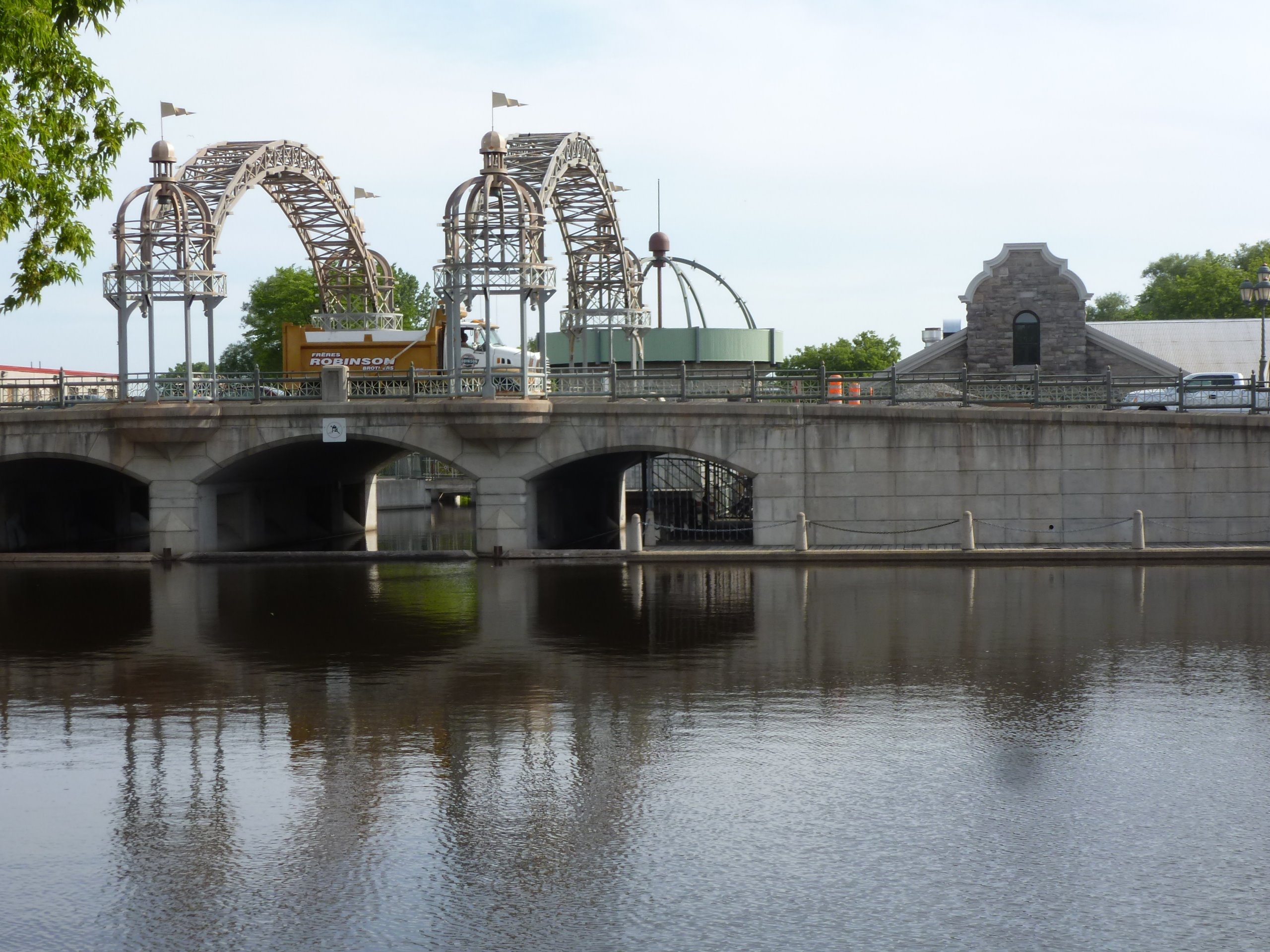
Ещё один вид на мост

Мост (улицы) Монкальм, фр. Pont de (rue) Montcalm, неофициальное название — Мост Эйфелевой башни, англ. Tour Eiffel Bridge — небольшой, но изящный мост в г. Гатино (Квебек).
Архитекторы Поль Мартино и Эрик Хаар спроектировали мост в парижском стиле. Он был возведён в 1990 г. взамен прежнего моста через ручей Брюэри-Крик (Brewery Creek), простоявшего много десятилетий, но пришедшего в негодность в 1980-е гг.
Администрация г. Халл (ныне сектор г. Гатино) и Национальная столичная комиссия стремились превратить территорию вокруг Брюэри-Крик в туристский и культурный район. Возведение моста изящной конструкции рядом с одним из городских парков было частью этого плана. В конструкции моста была использована одна из стальных опорных балок Эйфелевой башни из её старой лестничной конструкции, которую подарил администрации г. Халл мэр Парижа Жак Ширак.